# 田什
田什（？—？），原籍陕西凤翔，南朝梁军事人物，曾封殿前将军、武冈侯。侯景之乱时随邵陵王萧纶讨伐叛军，于台城迎战临贺王萧正德叛军，兵败，二子田寅、田宅阵亡。随后田什掩护萧纶先后逃至今绍兴、宁海。550年，萧纶奏请朝廷，封田什为靖边侯，镇临海郡，驻今宁海县。南朝梁亡后谢绝为官，不再参与政事。今宁海田氏为其后裔。